# كحول فيراترول
كحول الفيراترول (أو كحول الفيراتريل) هو مركب عضوي مرتبط بالفيراترول وكحول البنزيل. يُمكن الحصول عليه عن طريق تبخير ألدهيد الفيراترول. يُستخدم كحول الفيراترول مادة خام لاصطناع سايكلوترايفيراتريلين والذي يُستخدم في كيمياء الضيف-المضيف. كما أن كحول الفيراترول هو مستقلب ثانوية لبعض أنواع فطريات العفن الأبيض ويُعتقد أنه يؤدي دورًا في تحلل الليجنين.